# Legazpi City
Legazpi (Filipino: Lungsod ng Legazpi; Bicolano: Ciudad nin Legazpi) ist eine philippinische Stadt in der Provinz Albay, deren Hauptstadt sie ist. Legazpi ist bezogen auf die Einwohnerzahl – nicht jedoch auf die Fläche – die größte Stadt und das Zentrum der Region Bicol. Die Stadt liegt im geografischen Zentrum der Halbinsel zwischen den Inselprovinzen Catanduanes und Masbate. Legazpi ist auch die südliche Endstation der Philippine National Railways Hauptlinie Süd und hat einen Seehafen, am Golf von Albay.
Die Stadt ist Sitz des Bistums Legazpi.

## Stadtgliederung
Legazpi City ist politisch in 70 Baranggays unterteilt.
| - Arimbay - Bagacay - Bagong Abre - Banquerohan - EM's Barrio - Maoyod Pob. - Tula-tula - Ilawod West - Ilawod - Ilawod East - Kawit-East Washington Drive - Rizal Street., Ilawod - Cabagñan - EM's Barrio South - Cabagñan West - Binanuahan West - Binanuahan East - Imperial Court Subd | - Cabagñan East - Lapu-lapu - Dinagaan - Victory Village South - Victory Village North - Sabang - EM's Barrio East - Kapantawan - Pigcale - Centro-Baybay - PNR-Peñaranda St.-Iraya - Oro Site-Magallanes St. - Tinago - Bitano - Bonot - Sagpon Pob. - Sagmin Pob. - Bañadero Pob. | - Baño - Bagumbayan - Pinaric - Bariis - Bigaa - Bogtong - Bogña - Buenavista - Buyuan - Cagbacong - Cruzada - Dap-dap - Dita - Estanza - Gogon - Homapon - Imalnod | - Mabinit - Mariawa - Maslog - Padang - Pawa - Puro - Rawis - San Francisco - San Joaquin - San Roque - Tamaoyan - Taysan - Matanag - Cabugao - Rizal Street - Buraguis - Lamba |

## Klima
Das Klima ist tropisch feucht mit einer Jahresdurchschnittstemperatur von 27,0 Grad und einem durchschnittlichen Jahresniederschlag von 3217 mm. Es ist ganzjährig feucht und heiß ohne eine klare Trockensaison. Außerdem liegt die Stadt direkt in einem Durchzugsgebiet von Taifunen, welche die Stadt jährlich mehrfach heimsuchen.
|                       | Jan  | Feb  | Mär  | Apr  | Mai  | Jun  | Jul  | Aug  | Sep  | Okt  | Nov  | Dez  |   |      |
| Mittl. Tagesmax. (°C) | 28,6 | 29,2 | 30,1 | 31,3 | 32,4 | 32,3 | 31,8 | 31,7 | 31,6 | 31,2 | 30,2 | 29,1 | ⌀ | 30,8 |
| Mittl. Tagesmin. (°C) | 22,4 | 22,3 | 22,9 | 23,7 | 24,3 | 24,1 | 23,8 | 23,9 | 23,7 | 23,3 | 23,4 | 23,0 | ⌀ | 23,4 |
|                       |      |      |      |      |      |      |      |      |      |      |      |      |   |      |
| Niederschlag (mm)     | 293  | 189  | 158  | 153  | 168  | 255  | 266  | 281  | 271  | 341  | 480  | 475  | Σ | 3330 |
|                       |      |      |      |      |      |      |      |      |      |      |      |      |   |      |
| Regentage (d)         | 16   | 13   | 12   | 12   | 11   | 12   | 15   | 16   | 15   | 16   | 19   | 19   | Σ | 176  |
|                       |      |      |      |      |      |      |      |      |      |      |      |      |   |      |
| Luftfeuchtigkeit (%)  | 83   | 82   | 81   | 81   | 81   | 82   | 83   | 83   | 85   | 85   | 85   | 85   | ⌀ | 83   |

| 22,4 |

| 22,3 |

| 22,9 |

| 23,7 |

| 24,3 |

| 24,1 |

| 23,8 |

| 23,9 |

| 23,7 |

| 23,3 |

| 23,4 |

| 23,0 |

| 22,4 |

| 22,3 |

| 22,9 |

| 23,7 |

| 24,3 |

| 24,1 |

| 23,8 |

| 23,9 |

| 23,7 |

| 23,3 |

| 23,4 |

| 23,0 |

## Geschichte
Legazpi ist nach dem spanischen Konquistador und Eroberer der philippinischen Inseln Miguel López de Legazpi benannt, dessen Familie aus der spanischen Stadt Legazpi in der Provinz Guipuzcoa stammte.
Legazpi wurde durch Siedler des Barangays Sawangan im Herrschaftsbereich von Gat Ibal, Herrscher von Albay gegründet. Die Bevölkerung lebte in jener Zeit in kleinen Gruppen von Nipa- und Rattanhütten in einem tiefen und sumpfigen Land. Das wurde Banuang-gurang oder Binanuahan genannt, was so viel wie „alte Kleinstadt“ oder „Platz, an dem eine Kleinstadt gebaut wurde“ bedeutet.

## Kultur und Sehenswürdigkeiten

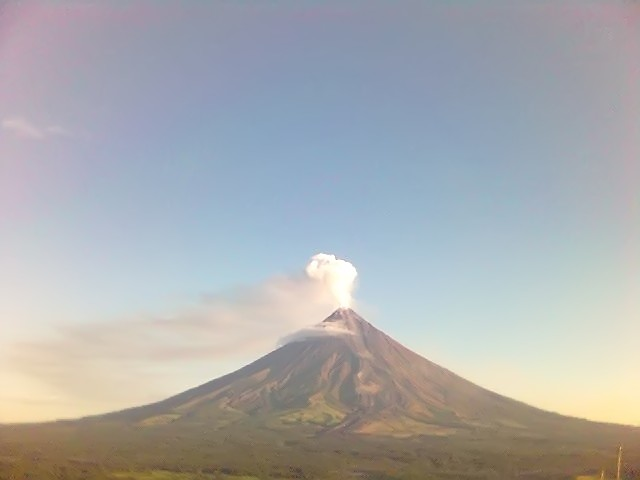
Der Vulkan Mayon im August 2006

- Der Mayon-Volcano-Nationalpark

### Regelmäßige Veranstaltungen
Das Ibalong Festival gehört zu den berühmten nicht-religiösen Festen in Bicol und findet seit den 1990er Jahren jedes Jahr im Oktober, gleichzeitig mit der Legazpi Port District Fiesta, statt. Im gesamten Mai wird in Legazpi das Magayon-Festival von Albay gefeiert.

## Wirtschaft und Infrastruktur
Legazpi City ist das wirtschaftliche Zentrum der Region Bicol. Um die wirtschaftliche Entwicklung zu verstärken, konzentrieren sich die Anstrengungen der Stadt auf die Entwicklung der Bicol Regional Agro Industrial Center (BRAIC) und einer Sonderwirtschaftszone.
Die gegenwärtig größten Einkaufszentren der Region Bicol sind die Pacific Mall Legazpi im Zentrum des Landco Business Park, das zu dem Unternehmen Landco Pacific Corporation gehört, und die 2018 eröffnete Mall SM City Legazpi des Unternehmens SM Prime Holdings.
Das Einkaufszentrum LCC Central Mall Legazpi ist älter und gehört zum größten Einzelhandelsunternehmen der Region Bicol, der Liberty Commercial Center (LCC) mit Sitz im benachbarten Tabaco City.
Das Rathaus und verschiedene öffentliche Ämter befinden sich im Albaydistrikt, der vor dem Zusammenschluss mit Legazpi Hauptstadt der Provinz Albay war. Dort gibt es auch Bistros, die bis spät in die Nacht geöffnet haben. Manche der Geschäfte haben rund um die Uhr geöffnet.

### Verkehr

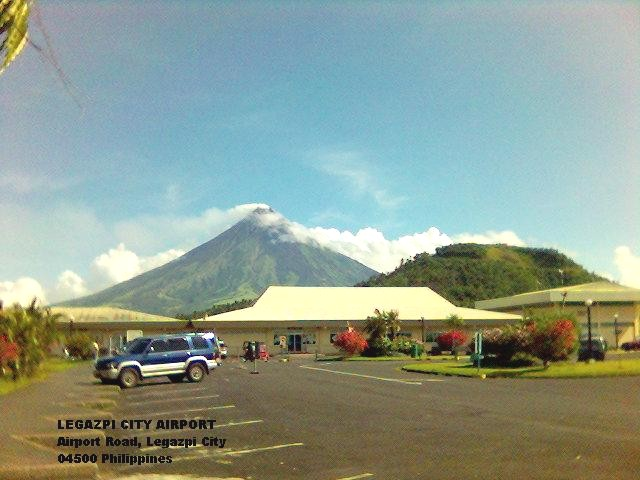
Blick auf den Mount Mayon vom alten Flughafen Legazpi

Der im Stadtgebiet liegende 'Legazpi Airport' mit einer 2280 m langen Start- und Landebahn war bis 2021 der Flughafen der Stadt und der umliegenden Region. Dieser wurde im Oktober 2021 stillgelegt, als der rund 10 km außerhalb des Stadtzentrums gelegene neue Bicol International Airport (BIA) mit seiner 2500 m langen Start- und Landebahn am 8. Oktober 2021 den Betrieb aufnahm. Da der neue Flughafen im Gegensatz zum Alten über ein Instrumentenlandesystem verfügt, sind seither auch sichere Anflüge bei Nacht und bei schlechten Wetterverhältnissen möglich. Philippine Airlines (PAL) und Cebu Pacific fliegen täglich von Manila zum BIA.
Zwischen Legazpi und Manila bestehen Busverbindungen. Die Reisezeit beträgt zwischen 11 und 13 Stunden, drei Stunden weniger auf dem neu errichteten Andaya Highway. Mehr als zehn Busunternehmen fahren täglich von und nach Manila.
Außerdem besteht zwischen Manila und Legazpi eine Eisenbahnverbindung der Philippine National Railways, die in den späten 1990er Jahren den Betrieb nach einer grundlegenden Sanierung des Abschnitts zwischen Naga City und Legazpi City wieder aufnahm.

### Bildung
Legazpi ist das akademische Zentrum der Region Bicol. Es gibt mehrere Universitäten in der Stadt: die Katholische Bildungseinrichtung Aquinas University of Legazpi, eine Schwesterschule der University of Santo Tomas in Manila, das Divine Word College und die staatliche Bicol University (BU), eine der größten Universitäten des Landes, die als Innovationszentrum für Ingenieurwissenschaften anerkannt und renommiert für agrarwissenschaftliche Forschung und Forschung im Bereich der Fischerei ist.

### Sportstätten
Legazpi hat zwei klimatisierte Arenen, das Albay Astrodome und das Ibalong Centrum for Recreation. Sie dienten in der Vergangenheit als Austragungsort für die Spiele der Basketballprofiliga Philippine Basketball Association. Darüber hinaus gibt es weiter Sportstätten in Besitz von Privatschulen und Universitäten, namentlich Aquinas University, Divine Word College of Legazpi und St. Agnes Academy.

### Fernsehkanäle
- Radio Philippines Network: Kanal 2
- ABS-CBN: Kanal 4
- PBN Bicol: Kanal 6
- National Broadcasting Network: Kanal 8
- GMA Network: Kanal 12
- Quality Television: Kanal 27
- ACQ-Kingdom Broadcasting Network: Kanal 35

## Städtepartnerschaften
- Bacolod City, Philippinen
- Butuan City, Philippinen
- Chōshi, Japan